# Cant gregorià
| Gaudeamus omnes                                                            |
|                                                                            |
| Gaudeamus omnes, Introit de la Missa en honor d'Enric, patró de Finlàndia. |
|                                                                            |

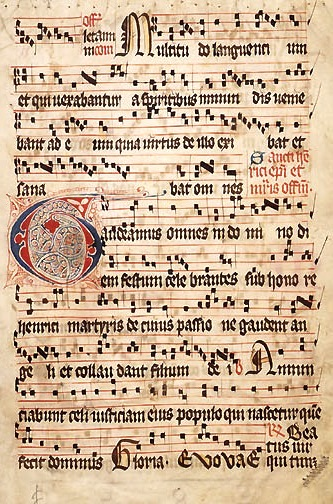
L'Introit Gaudeamus omnes en neumas del (Graduale Aboense).

El cant gregorià és un tipus de música vocal monòdica, que té ritme lliure, és cantada sobre textos en llatí, és propi de la litúrgia cristiana, i que s'origina en l'alta edat mitjana.
La denominació de cant gregorià es deu al fet que aquest tipus de cant és atribuït al Papa Gregori I com una evolució del cant ambrosià. Des del seu naixement, la música cristiana va ser una oració cantada, que devia realitzar-se no de manera purament material, sinó amb devoció o, com deia sant Pau: «Cantant a Déu en el vostre cor». El text era, doncs, la raó de ser del cant gregorià. En realitat, el cant del text es basa en el principi que (segons sant Agustí) «aquell que canta ora dues vegades». El cant gregorià mai podrà entendre's sense el text, el qual té prelació sobre la melodia i és el que li dona sentit a aquesta. Per tant, en interpretar-lo, els cantants han d'haver entès molt bé el sentit del text. En conseqüència, s'ha d'evitar qualsevol impostació de la veu de tipus operístic que intenti el lluïment de l'intèrpret. Del cant gregorià, és d'on procedeixen els modes gregorians, que donen base a la música occidental

## Història del cant gregorià
La denominació cant gregorià procedeix del fet que la seva recopilació s'atribueix al papa Gregori el Gran, i es tracta d'una evolució del cant romà confrontat al cant galicà. S'ha d'aclarir i entendre que el cant gregorià no va ser compost pel papa Gregori el Gran, ni tampoc recopilat per ell. Va ser a partir del segle ix quan va començar a associar-se el seu nom a aquest compendi musical, sobretot a partir de la biografia de Joan Himonides.
A principis del segle xx, el cant gregorià va rebre un nou impuls de sant Pius X, a través del motu proprio Tra le sollecitudini.
Des del seu naixement, la música cristiana va ser una oració cantada, que s'havia de fer no de manera purament material, sinó amb devoció o, com deia Pau de Tars: «Cantant Déu en el vostre cor». El text era, doncs, la raó de ser del cant gregorià. En realitat, el cant del text es basa en el principi, atribuït a Sant Agustí, que «El que canta bé, prega dues vegades». El cant gregorià no es podrà entendre mai sense el text, el qual té prelació sobre la melodia i és el que li dona sentit. Per tant, en interpretar-ho, els cantaires han d'haver entès molt bé el sentit del text. En conseqüència, cal evitar qualsevol impostació de veu (sense ensurts) de tipus operístic en què s'intenti el lluïment de l'intèrpret. Del cant gregorià és d'on procedeixen les maneres gregorianes (una adaptació de les maneres gregues), que donen base a la música d'Occident. D'ells vénen les maneres més grans i més petites, i d'altres menys conegudes.

## Característiques
- El cant gregorià és música vocal, i sovint es canta a cappella (sense acompanyament d'instruments).
- Es canta a l'uníson —una sola nota a la vegada—, la qual cosa vol dir que tots els cantaires entonen la mateixa melodia. A aquest mode de cant se'l denomina monodia. Molts autors afirmen que hauria d'admetre's el cant de cor mixt (o sigui, homes i dones junts), ja que els homes i les dones no poden cantar les mateixes altures, puix que s'estaria interpretant a dues veus en octava. No obstant això, tenint en compte que tant homes com dones, així com els nens, han de tenir igual oportunitat de participar en la litúrgia, recomanen que, per no trencar aquest principi de la monodia, ho facin de manera alternada.
- Es canta amb ritme lliure, segons el desenvolupament del text literari i no amb esquemes amidats, com podrien ser els d'una marxa, una dansa o una simfonia (vegeu la secció que tracta detalladament el ritme).
- És una música modal escrita en escales particulars de sons. Els antics grecs creien que aquestes escales (i no la música creada a partir d'aquestes, com és la creença actual) servien per a despertar sentiments variats, com recolliment, alegria, tristesa, serenitat, etc. (vegeu allò relacionat amb les modes).
- La seva melodia de vegades és sil·làbica (quan a cada síl·laba del text li correspon un so) i de vegades melismàtica, quan a una síl·laba corresponen bastants sons. Hi ha melismes que contenen més de 50 sons per a una sola síl·laba. Si hi ha 2, 3 o 4 notes per síl·laba, llavors parlem de melodia neumàtica.
- El text està en llatí, la llengua oficial de l'Imperi Romà estesa per Europa (encara no existien les llengües romàniques). Aquests textos van ser presos dels salms i altres llibres de l'Antic Testament; alguns provenien dels evangelis i uns altres eren d'inspiració pròpia, generalment anònima. No obstant això, hi ha algunes peces litúrgiques en llengua grega: Kyrie eleison, Hàgios o Theós (per a la litúrgia del Divendres Sant), etc.
- Escriptura: el cant gregorià s'escriu sobre el tetragrama, és a dir, sobre 4 línies, a diferència del pentagrama (de cinc línies) de la música actual. Les seves notes es denominen quadrades (punctum quadratum o "punt quadrat"); virgas si apareixen individualment o neumas si apareixen agrupades; tenen igual valor quant a la seva durada, llevat de les que tenen epicema horitzontal, la nota precedent al quilisme i la segona nota del sàlicus, la durada de la qual es perllonga lleugerament més amb un sentit expressiu i les notes que duen punt, el qual té la durada d'una nota simple (això s'explicarà en detall en la secció notació).

## L'escenari del cant gregorià

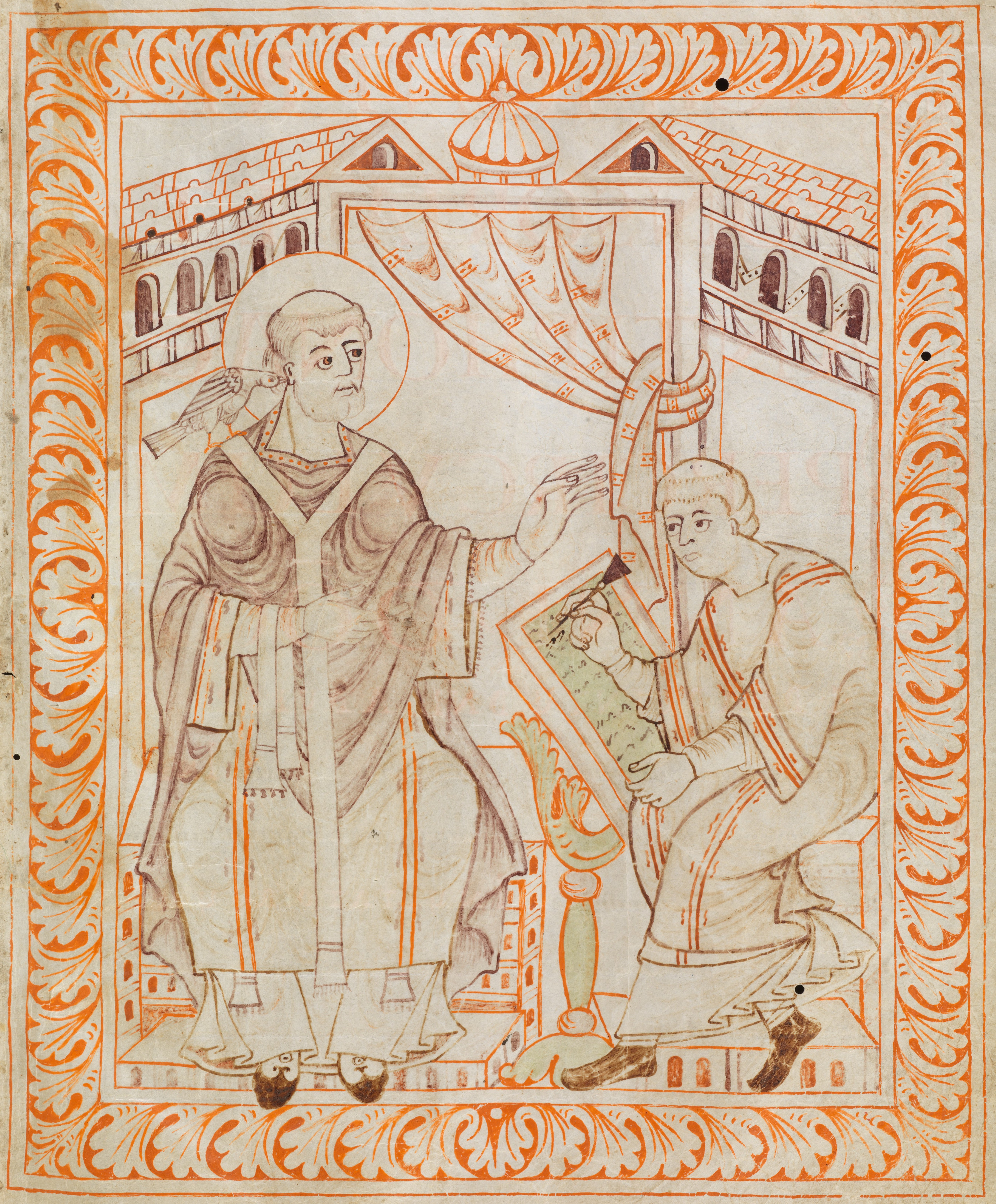
Un gravat que representa l'Esperit Sant que jau sobre l'espatlla del Papa Gregori el Gran simbolitza la Inspiració Divina.

El cant gregorià va néixer per a ser interpretat dintre de la litúrgia de l'Església. Per tant, és la litúrgia, el seu escenari natural.

### La missa
En la celebració de l'Eucaristia hi ha dos grups principals de peces:
- L'ordinària: està composta per textos que es repeteixen en totes les misses.
  - Kyrie eleison
  - Gloria in excelsis Deo
  - Credo
  - Sanctus i Benedictus
  - Agnus Dei
- La pròpia: està constituïda per peces que es canten segons el temps litúrgic o segons la festa que se celebra: 
  - Introit: cant d'entrada per a iniciar la celebració.
  - Al·leluia: després de les lectures.
  - Ofertori: per a acompanyar la processó de les ofrenes.
  - Comunió.
- A més d'aquests dos grups de peces, hi ha d'altres que es canten com a recitatius amb algunes inflexions (cantillatio): tals són les oracions, les lectures, el prefaci i l'oració eucarística, el Pare Nostre. Són peces que, per la seva senzillesa, poden ser executades pel celebrant o per persones que no requereixen especials habilitats per al cant.

### L'ofici diví
Als monestirs, els monjos fan una pausa en la feina de casa i es reuneixen regularment a determinades hores del dia per a fer la seva oració:
- Matines: pregària de vigília.
- Laudes: pregària del matí.
- Prima: sis del matí.
- Tertia: nou del matí.
- Sexta: dotze del migdia.
- Nona: tres de la tarda.
- Vespres: sis de la tarda.
- Completes: abans d'anar al descans.

El repertori de cants per a l'ofici diví consta de:
- El cant dels salms.
- Simples recitatius (cantillatio) de lectures i oracions. *Antífones de invitatorio.
- Himnes.
- Antífones cantades abans i després dels salms.
- Responsoris.
- Te Deum.
- Cants de l'antic i del nou Testament (Benedictus, Magnificat, Nunc dimittis).

### Altres cants
- Trops: textos intercalats en pregàries oficials. Algunes melodies ornamentades amb variats melismes que es van afegir a l'al·leluia.
- Seqüències: seqüència de Pasqua, seqüència de difunts...
- Cants processionals: processó de Rams, processó al Sepulcre, processó amb el Santíssim Sagrament, etc.